# تورگلوو-هولندرای
تورگلوو-هولندرای (به آلمانی: Torgelow-Holländerei) یک منطقهٔ مسکونی در آلمان است که در تورگلو واقع شده‌است. تورگلوو-هولندرای ۳۹۹ نفر جمعیت دارد.